# Offensive de Hama (2012)
Pour les articles homonymes, voir Offensive de Hama.
Guerre civile syrienne
Batailles
La première offensive de Hama est une opération militaire menée par l'Armée syrienne libre entre les 16 et 31 décembre 2012 avec pour objectif de capturer le gouvernorat de Hama.
L'offensive rebelle est finalement stoppée par l'armée syrienne qui réussit finalement à repousser les rebelles au-delà de la ville de Hama, objectif principal des rebelles.

## Contexte
Hama est en grande partie contrôlée par les forces gouvernementales. La prise du gouvernorat par les rebelles permettrait de couper les lignes d'approvisionnement de l'armée à Alep.

## Déroulement

### Offensive rebelle
Le conseil militaire rebelle de Hama annonce le début de l'offensive le 16 décembre 2012, donnant aux troupes du régime un ultimatum de 48h pour se rendre à l'ASL. En deux jours, selon l'Observatoire syrien des droits de l'homme (OSDH) et le commandant de l'ASL Kassem Saadeddine, les villes de Helfaya, Kafr Nabudah, Hayalin, Hasraya, Lataminah, Taybat al-Imam et Kafr Zita sont sécurisées, laissant le contrôle du nord et de l'ouest de Hama aux rebelles,. En 48 heures les lignes de l'armée sont débordées. Les rebelles avancent 40 kilomètres au sud de Ma'arrat al-Numan et de Jisr al-Choghour, rencontrant peu de résistance. Les positions gouvernementales à Khan Shaykhun et Mhardeh sont également attaquées par les rebelles.
Les rebelles affirment par ailleurs avoir combattu même à Hama, alors que les analystes internationaux se demandent si les forces syriennes se sont redéployées près de Homs et Lattaquié,.
Le 19 décembre, selon les comités locaux de coordination, l'armée a installé des points de contrôle près de Hayalin, laissant planer le doute si les rebelles sont en possession de la ville ou non.
Le 20 décembre, les rebelles de l'ASL et capturent certains quartiers de la ville de Morek et encerclent les localités alaouites de Maan et de al-Tleisa.

### Contre attaque loyaliste
Le 23 décembre, selon les comités locaux de coordination et l'OSDH, 300 civils qui faisaient la queue dans une boulangerie ont été tués par des frappes aériennes de l'armée gouvernementale. Le gouvernement syrien attribue la responsabilité de ces attaques aux rebelles.

Lignes du front au nord de Hama les 25 décembre 2012 et 6 février 2013.
Contrôlé par le gouvernement syrien et ses alliés
Contrôlé par les rebelles

Le 26 décembre, l'armée reprend le contrôle de 3 localités alaouites dont Maan, repoussant les rebelles qui avaient attaqué ces villages quelques jours auparavant.
Le 29 décembre, six personnes sont tués dans un bombardement de l'armée de l'air syrienne à Kafr Nabudah et un autre civil est tué à Taybat al-Imam.
Le 30 décembre, l'armée annonce avoir repris le contrôle de la ville stratégique de Morek et le lendemain des bombardements sont rapportés sur Helfaya.

## Conséquences
Le 21 janvier 2013, selon l'OSDH un attentat à la voiture piégée près des quartiers-généraux d'une milice pro-gouvernementale provoque la mort de 50 personnes dans la banlieue de Hama.
Le 22 janvier, les forces du régime lancent une contre-offensive afin de reprendre les territoires perdus.
Ce sont 1 500 soldats loyalistes et une centaine de chars qui sont envoyés au nord de la ville de Hama, avec pour objectif principal de recapturer le village de Karnaz dans le district de Mhardeh, où 1 000 rebelles sont basés.